# Toony
Toony, niem. Thomas Chachurski (ur. 16 marca 1984 w Kędzierzynie-Koźlu) – niemiecki raper pochodzenia polskiego.

## Życiorys
Urodził się w Polsce, lecz w wieku dwóch lat wyjechał z rodzicami do Niemiec zamieszkując w Düsseldorfie. Posiada podwójne obywatelstwo.
Na początku kariery w 2007 wystąpił gościnnie na albumie rapera Kollegah. W 2007 wydał darmowy mixtape zatytułowany Over the Top.
Szerzej znany stał się po premierze teledysku do utworu „Deine Stärke” („Twoja siła”), w którym odwoływał się do polskich korzeni.
Następnie kontakt nawiązał z nim Sokół, w wyniku czego w połowie 2008 raper rozpoczął współpracę z warszawską wytwórnią Prosto podpisując kontrakt. Od tego czasu jego wydawnictwa wydaje niemiecki oddział firmy, a raper pojawia się na wydawnictwach arystów i albumach sygnowanych przez Prosto (w szczególności Fu). W tym samym roku wystąpił na festiwalu Hip Hop Kemp w Czechach.
W kwietniu 2010 światło dziennie ujrzał mixtape zatytułowany Ehrenkodex (pol. Kodeks honorowy), album wydany nakładem Prosto Germany, którego współtwórcą, obok Toony'ego, był DJ Tomekk. Na albumie wystąpili gościnnie m.in. Sokół, Fu, Pih czy Bosski Roman.
Singiel z tego albumu, zatytułowany "Zeit Rennt Davon", a stworzony ponownie z wokalistą Sahinem, miał premierę w lipcu 2010 i był notowany na 1. miejscu listy MTV Urban
15 lipca 2011 ukazał się kolejny album rapera zatytułowany Over the Top Reloaded, wydany ponownie nakładem wytwórni Prosto Germany. Jako jedyny gość na płycie udzielił się Kollegah.
Pod koniec 2011 opublikował utwór "Von unten nach oben" (pol. dosł. "Z dołu do góry") będący dedykacją dla syryjskiego boksera Manuela Charra, niepokonanego dotąd na zawodowym ringu.
W lutym 2012 ukazała się oficjalna zapowiedź nowego albumu pt. S.Z.W.A.B. (Śląski Ziomek Widzi Absurd Bycia), którego premiera odbyła się 30 marca 2012. Na płycie pojawili się gościnnie m.in.: Pih, Lukasyno, Brahu, Fu, HST, Miuosh.
W swojej twórczości artysta rapuje zarówno w języku niemieckim jak i polskim. W tekstach porusza kwestie emigracji Polaków w Niemczech, tęsknoty za ojczyzną, określania się poza granicami kraju, dyskryminacji. Jest uważany na najpopularniejszego rapera polonii w Niemczech. W Niemczech zajął się przedstawicielstwem w tym kraju polskiego przedsiębiorstwa i wytwórni płytowej Prosto.
7 lutego 2014 premierę miał drugi solowy studyjny album Toony'ego pt. Stabil.

## Dyskografia
Albumy
| Over the Top                | - Data: 2007 - Wydawca: wydanie własne                 | —  |
| Over the Top Reloaded       | - Data: 15 lipca 2011 - Wydawca: Prosto                | —  |
| S.Z.W.A.B.                  | - Data: 30 marca 2012 - Wydawca: Polonia Entertainment | —  |
| Stabil                      | - Data: 7 lutego 2014 - Wydawca: Record Jet            | 34 |
| King of Hate                | - Data: 30 grudnia 2016 - Wydawca: Stabil              | —  |
| "—" album nie był notowany. |                                                        |    |

Mixtape'y
| Tytuł                       | Dane dot. albumu                          |
| --------------------------- | ----------------------------------------- |
| Ehrenkodex (oraz DJ Tomekk) | - Data: 2 kwietnia 2010 - Wydawca: Prosto |

Inne
| Album                                                   | Rok  | Utwór                                                                       | Źródło |
| ------------------------------------------------------- | ---- | --------------------------------------------------------------------------- | ------ |
| Kollegah – Alphagene                                    | 2007 | "Sie hassen uns"                                                            | [ 21 ] |
| Massey – Człowiek z blizną                              | 2008 | "Życia Sens"                                                                | [ 22 ] |
| Fu – Retrospekcje                                       | 2009 | "Obywatel świata" (gośc. Romano Lestick) "Szybkie Tempo"                    | [ 23 ] |
| Sage – Hardcore Dealin' Department 2010                 | 2010 | "Diss Me" (gośc. Głowa)                                                     | [ 24 ] |
| Fu (oraz DJ Element) – Projekt 30 Mixtape               | 2010 | "Jestem Tym Gościem"                                                        | [ 25 ] |
| Lukatricks – Czarne złoto                               | 2010 | "Pro-To-Typ" (gośc. Gano, Mata, Fokus, Mr. Hide)                            | [ 26 ] |
| Prosto Mixtape 600V (kompilacja)                        | 2010 | "Nieład moralny" (gośc. Migo, Fu) "One slavic Nation" (gośc. Komplex, Igor) | [ 27 ] |
| Bezimienni – Co mnie nie zabije to mnie wzmocni         | 2011 | "Gdybym milczał" (gośc. CoPa, Ania Sypka)                                   | [ 28 ] |
| Drużyna Mistrzów 4: Moc Motywacji [DELUXE] (kompilacja) | 2017 | Bosski Roman, Toony - "Idę Na Trening"                                      | [ 29 ] |

## Teledyski
| Tytuł                                          | Rok  | Reżyseria/Realizacja                    | Album                                                   | Źródło |
| ---------------------------------------------- | ---- | --------------------------------------- | ------------------------------------------------------- | ------ |
| "Strassenhymne"                                | 2008 | Frank Ruler                             | —                                                       | [ 30 ] |
| "Deine Stärke" (gośc. Sahin)                   | 2008 | Frank Ruler                             | —                                                       | [ 31 ] |
| "Patrz komu ufasz"                             | 2008 | Frank Ruler & Wittus                    | —                                                       | [ 32 ] |
| "Nasza Polska"                                 | 2009 | Frank Ruler & Wittus                    | Ehrenkodex                                              | [ 33 ] |
| "Danke Deutschland"                            | 2009 | Frank Ruler & Wittus                    | Ehrenkodex                                              | [ 34 ] |
| "Money Money" (gośc. Fu)                       | 2010 | Moonlight Media                         | Ehrenkodex                                              | [ 35 ] |
| "Zeit rennt davon" (gośc. Sahin)               | 2010 | Frank Ruler / Exot & Wittus / Kupefilms | Ehrenkodex                                              | [ 36 ] |
| "Moby Dick" (Mo Trip El Moussaoui Diss)        | 2011 | —                                       | —                                                       | [ 37 ] |
| "Tsunami" (Savas Diss)                         | 2011 | AirBruzh / Polonia Entertainment        | Over The Top Reloaded                                   | [ 38 ] |
| "Over The Top Reloaded"                        | 2011 | —                                       | Over The Top Reloaded                                   | [ 39 ] |
| "Backstage"                                    | 2011 | —                                       | Over The Top Reloaded                                   | [ 40 ] |
| "Alles ist vergänglich" (gośc. Jbream)         | 2011 | AirBruzh / Polonia Entertainment        | Over The Top Reloaded                                   | [ 41 ] |
| "Augenblick"                                   | 2011 | AirBruzh / Polonia Entertainment        | Over The Top Reloaded                                   | [ 42 ] |
| "NRW"                                          | 2011 | Frank Ruler / Exot & Wittus / Kupefilms | Over The Top Reloaded                                   | [ 43 ] |
| "Mein Kampf"                                   | 2011 | Wittus Ngandjui / Kuppefilms Production | Over The Top Reloaded                                   | [ 44 ] |
| "Intro"                                        | 2012 | Polonia Entertainment / Exot            | S.Z.W.A.B.                                              | [ 45 ] |
| "Dajemy Rap poważnie" (gośc. HST)              | 2012 | Polonia Entertainment / Exot            | S.Z.W.A.B.                                              | [ 46 ] |
| "Robię co chcę"                                | 2012 | Polonia Entertainment / Exot            | S.Z.W.A.B.                                              | [ 16 ] |
| "Kochana Polsko"                               | 2012 | Krzysztof Jezierski / Blind Studio      | S.Z.W.A.B.                                              | [ 47 ] |
| "Droga" (gośc. Roli & Daniel "Demia" Piórek)   | 2012 | Krzysztof Jezierski / Blind Studio      | S.Z.W.A.B.                                              | [ 48 ] |
| "Wolność" (gośc. Daniel "Demia" Piórek)        | 2012 | Krzysztof Jezierski / Blind Studio      | S.Z.W.A.B.                                              | [ 49 ] |
| "Steh wieder auf" (gośc. Manuellsen)           | 2013 | —                                       | —                                                       | [ 50 ] |
| "Der neue King of Doubletime"                  | 2013 | Frank Ruler (Exot.tv)                   | —                                                       | [ 51 ] |
| "Man of Steel"                                 | 2013 | Karama Videoproduktion                  | —                                                       | [ 52 ] |
| "Respekt"                                      | 2013 | Karama Videoproduktion                  | Stabil                                                  | [ 53 ] |
| "Letzter Kampf" (gośc. Jonesmann)              | 2013 | Sliter Filmy                            | Stabil                                                  | [ 54 ] |
| "Flerzguterzinker" (gośc. Twin)                | 2014 | Almaty Films                            | —                                                       | [ 55 ] |
| "Ostblockerkämpferherz" (gośc. Marek Fis)      | 2014 | Sliter Filmy                            | Stabil                                                  | [ 56 ] |
| "Muskelprotz" (gośc. Atillah78)                | 2014 | Almaty Films                            | Stabil                                                  | [ 57 ] |
| "Falsche Freunde 2"                            | 2014 | Almaty Films                            | Stabil                                                  | [ 58 ] |
| "Hallelujah"                                   | 2015 | Almaty Films                            | King of Hate                                            | [ 59 ] |
| "A.U.F.D.S.F."                                 | 2015 | —                                       | King of Hate                                            | [ 60 ] |
| "Vater Unser"                                  | 2015 | —                                       | King of Hate                                            | [ 61 ] |
| "Inwokacja"                                    | 2016 | —                                       | King of Hate                                            | [ 62 ] |
| Gościnnie                                      |      |                                         |                                                         |        |
| Fu – "Jestem tym gościem" (gośc. Buszu)        | 2010 | Dwaem Media Group                       | Projekt 30 Mixtape                                      | [ 63 ] |
| Azyl – "Weiß-Roter Sound" (gośc. Toony, Chevy) | 2014 | Almaty Films                            | Leben eines Fighters                                    | [ 64 ] |
| Bosski Roman, Toony - "Idę Na Trening"         | 2017 | Gwaranto Studio                         | Drużyna Mistrzów 4: Moc Motywacji [DELUXE] (kompilacja) | [ 29 ] |